# Бобслей на зимних Олимпийских играх 2022
Соревнования по бобслею на зимних Олимпийских играх 2022 года в Пекине пройдут с 13 по 20 февраля в Санно-бобслейном центре Сяохайто. В рамках соревнований будет разыграно 4 комплекта наград.

## Медали

### Медалисты

#### Мужчины
| Дисциплина             | Золото                                                                         | Серебро                                                                      | Бронза                                                                      |
| Двойки см. подробнее   | Германия · Франческо Фридрих · Торстен Маргис                                  | Германия · Йоханнес Лохнер · Флориан Бауэр                                   | Германия · Кристоф Хафер · Маттиас Зоммер                                   |
| Четвёрки см. подробнее | Германия · Франческо Фридрих · Торстен Маргис · Канди Бауэр · Александр Шюллер | Германия · Йоханнес Лохнер · Флориан Бауэр · Кристофер Вебер · Кристиан Расп | Канада · Джастин Криппс · Райан Соммер · Кэмерон Стоунс · Бенджамин Коквелл |

#### Женщины
| Дисциплина            | Золото                                | Серебро                                          | Бронза                               |
| Монобоб см. подробнее | Кейли Хамфрис США                     | Элана Майерс США                                 | Кристин де Брёйн Канада              |
| Двойки см. подробнее  | Германия · Лаура Нольте · Дебора Леви | Германия · Мариама Яманка · Александра Бургхардт | США · Элана Майерс · Сильвия Хоффман |

### Общий зачёт
Жирным шрифтом выделено самое большое количество медалей в своей категории
| Общее количество медалей |          |        |         |        |       |
| Место                    | Страна   | Золото | Серебро | Бронза | Всего |
| 1                        | Германия | 3      | 3       | 1      | 7     |
| 2                        | США      | 1      | 1       | 1      | 3     |
| 3                        | Канада   | 0      | 0       | 2      | 2     |
| Всего                    | Всего    | 4      | 4       | 4      | 12    |

## Место проведения соревнований
| Санно-бобслейный центр Сяохайто |
| ------------------------------- |
|                                 |
| Вместимость: 5000               |

## Расписание
Время местное (UTC+8)
| День    | Дата                    | Старт | Соревнование                     |
| ------- | ----------------------- | ----- | -------------------------------- |
| День 10 | Воскресенье, 13 февраля | 09:30 | Заезды 1 и 2, монобоб (женщины)  |
| День 11 | Понедельник, 14 февраля | 09:30 | Заезды 3 и 4, монобоб (женщины)  |
| День 11 | Понедельник, 14 февраля | 20:15 | Заезды 1 и 2, двойки (мужчины)   |
| День 12 | Вторник, 15 февраля     | 20:15 | Заезды 3 и 4, двойки (мужчины)   |
| День 15 | Пятница, 18 февраля     | 20:00 | Заезды 1 и 2, двойки (женщины)   |
| День 15 | Суббота, 19 февраля     | 09:30 | Заезды 1 и 2, четвёрки (мужчины) |
| День 16 | Суббота, 19 февраля     | 20:00 | Заезды 3 и 4, двойки (женщины)   |
| День 17 | Воскресенье, 20 февраля | 9:30  | Заезды 3 и 4, четвёрки (мужчины) |

## Квалификация
По итогам квалификационных соревнований олимпийские лицензии получат 170 спортсменов (124 мужчины и 46 женщин), при этом максимальная квота для одного олимпийского комитета составит 19 спортсменов (13 мужчин и 6 женщин). В мужских двойках примут участие 30 экипажей, в четвёрках — 28. У женщин в двойках примут участие 20 экипажей и 20 девушек будут соревноваться в монобобе — новой дисциплине Олимпийских игр.